# Sorin Ducaru

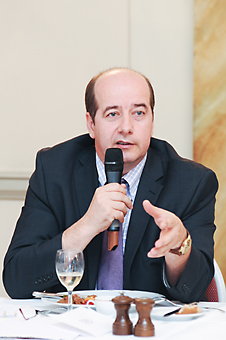
Ambasadorul Sorin Ducaru

Sorin Ducaru (n. 22 iunie 1964, Baia Mare) este un diplomat român care a activat ca reprezentant permanent al României pe lângă Organizația Națiunilor Unite (ONU) – New York (2000-2001), ambasador extraordinar și plenipotențiar al României în Statele Unite ale Americii (2001-2006) și reprezentant permanent al României la NATO (din 2006).În mai 2013 a fost confirmat, prin concurs, in funcția   de asistent al secretarului general NATO  și  șef al Diviziei pentru Riscuri de Securitate Emergente din cadrul NATO. 

## Studii
Sorin Ducaru s-a născut la 22 iunie 1964 la Baia Mare, unde tatăl său fusese detașat ca inginer silvic stagiar. După două luni, mama sa a fost repartizată ca profesoară de istorie în orașul Râșnov, ea luându-și copilul cu ea. Sorin a învățat la Școala Generală nr. 2 din Rîșnov, la secția germană, învățând limba germană. A absolvit la Colegiul Național „Dr. Ioan Meșotă” din Brașov  A absolvit Facultatea de Electronică din cadrul Institutului Politehnic din București în anul 1988.
După Revoluția din decembrie 1989 și răsturnarea regimului comunist din România, inginerul Ducaru a urmat cursurile Școlii Naționale de Științe Politice și Administrative (SNSPA) din București (1990-1993), lucrând apoi ca lector asociat la specializarea „Studii Europene și Internaționale” în cadrul Școlii Naționale de Științe Politice și Administrative (SNSPA) (1993-1998). În paralel, a urmat un program de masterat la Facultatea de Relații Internaționale din Amsterdam, absolvind „cum laude” și obținând titlul de Master în Relații Internaționale al Universității din Amsterdam. Sorin Ducaru a obținut în anul 2005 titlul de Doctor în Economie Internațională la Academia de Studii Economice din București cu teza „Determinări politice și economice ale integrării României în Uniunea Europeană” realizată sub coordonarea prof.dr. Ioan Popa.

## Activitate diplomatică
Sorin Ducaru a fost angajat începând din anul 1993 în cadrul Ministerului Afacerilor Externe, ocupând pe rând diverse funcții în cadrul echipei Direcției de Planificare Politică pe probleme de integrare Euro-Atlantică, consilier al ministrului, director al Cabinetului Ministrului, purtător de cuvânt al Ministerului Afacerilor Externe și director al Direcției NATO și Probleme Strategice.
El a fost trimis apoi în Statele Unite ale Americii mai întâi pe post de ambasador extraordinar și plenipotențiar, reprezentant permanent al României pe lângă Organizația Națiunilor Unite (ONU) de la New York (2000-2001) , apoi ca ambasador extraordinar și plenipotențiar al României în Statele Unite ale Americii (2001-2006) . Începând din septembrie 2006, Sorin Ducaru îndeplinește misiunea de ambasador extraordinar și plenipotențiar, șef al Misiunii Permanente a României pe lângă NATO.
În semn de recunoaștere a meritelor sale diplomatice, ambasadorului Ducaru i-au fost acordate următoarele distincții: Ordinul Național Serviciul Credincios în grad de Comandor (2000) „pentru servicii deosebite aduse în politica externă a țării” , Ordinul Meritul Diplomatic în grad de Ofițer (2007) „în semn de înaltă apreciere pentru activitatea remarcabilă desfășurată în cadrul Ministerului Afacerilor Externe, prin care a asigurat reprezentarea cu succes a strategiilor de politică externă ale României” , Ordinul Național Steaua României în grad de Cavaler (2008) „în semn de apreciere deosebită pentru înaltul profesionalism, dăruirea și devotamentul dovedite pe timpul activităților de pregătire, organizare și desfășurare a Summitului NATO de la București” .
Sorin Ducaru vorbește limbile germană, engleză și franceză.